# Halvaria
Halvaria, infracarstvo kromista, dio podcarstva Harosa, koji se sastoji od dva natkoljena

## Natkoljena
1. Superphylum Alveolata Cavalier-Smith, 1991
  1. Phylum Acavomonidia
  2. Phylum Alveolata incertae sedis
  3. Phylum Ciliophora
  4. Phylum Miozoa
2. Superphylum Heterokonta Lüther, 1899
  1. Phylum Bigyra
  2. Phylum Ochrophyta
  3. Phylum Pseudofungi